# Выборы губернатора Ленинградской области (2015)
Досрочные выборы губернатора Ленинградской области состоятся в Ленинградской области 13 сентября 2015 года в единый день голосования.
На 1 июля 2015 года в Ленинградской области было зарегистрировано 1 313 431 избирателей.

## Предшествующие события
С сентября 1998 года правительство Ленинградской области возглавлял Валерий Сердюков (первый год, по сентябрь 1999 года, в статусе врио). Летом 2001 года областное заксобрание увеличило срок пребывания губернатора у власти с 4 до 5 лет. В сентябре 2003 года состоялись последние прямые выборы губернатора. На них Валерий Сердюков был переизбран на второй срок, уже на 5 лет. В 2005 году выборы глав регионов были заменены на утверждение региональным заксобранием вносимой президентом кандидатуры. В конце июня 2007 года Сердюков досрочно обратился к президенту Путину с вопросом о доверии. Путин подтвердил доверие и в начале июля Сердюков был утверждён на новый 5-летний срок.
Полномочия Сердюкова действовали до июля 2012, однако 5 мая 2012 президент Дмитрий Медведев предложил на пост губернатора кандидатуру вице-губернатора Александра Дрозденко. Незадолго до этого Медведев подписал закон, возвращавший в России прямые выборы глав регионов. Закон вступал в силу 1 июня 2012 года, а выборы по новым правилам планировались 14 октября 2012 года. Таким образом после истечения срока полномочий Валерия Сердюкова должны были быть назначены прямые выборы губернатора. Но 11 мая Сердюков досрочно подал в отставку, которую президент отложил до 28 мая. В тот же день в должность вступил Дрозденко, утверждённый заксобранием. Он был наделён губернаторскими полномочиями на 5 лет до мая 2017 года.
Однако в мае 2015 Александр Дрозденко досрочно подал в отставку и при этом попросил у президента Путина разрешения баллотироваться вновь (в иных случаях закон это запрещает). Путин разрешение дал и назначил Дрозденко врио губернатора до вступления в должность избранного на выборах.

## Выдвижение и регистрации кандидатов

### Право выдвижения
Губернатором Ленинградской области согласно уставу может быть избран гражданин Российской Федерации достигший возраста 30 лет.
В Ленинградской области кандидаты выдвигаются только политическими партиями, имеющими в соответствии с федеральными законами право участвовать в выборах. Самовыдвижение не допускается.
У кандидата не должно быть гражданства иностранного государства либо вида на жительство в какой-либо иной стране.

### Муниципальный фильтр
1 июня 2012 года вступил в силу закон, вернувший прямые выборы глав субъектов Российской Федерации. Однако был введён так называемый муниципальный фильтр. Всем кандидатам на должность главы субъекта РФ (как выдвигаемых партиями, так и самовыдвиженцам), согласно закону, требуется собрать в свою поддержку от 5 % до 10 % подписей от общего числа муниципальных депутатов и избранных на выборах глав муниципальных образований, в числе которых должно быть от 5 до 10 депутатов представительных органов муниципальных районов и городских округов и избранных на выборах глав муниципальных районов и городских округов. Муниципальным депутатам представлено право поддержать только одного кандидата.
В Ленинградской области кандидаты должны собрать подписи 7 % муниципальных депутатов и глав муниципальных образований. Среди них должны быть подписи депутатов районных и городских советов и (или) глав районов и городских округов в количестве 10 % от их общего числа. Кроме того, кандидат должен получить подписи не менее чем в трёх четвертях районов и городских округов.
16 июня избирательная комиссия области опубликовала расчёт числа подписей, необходимого для регистрации. Так каждый кандидат должен собрать подписи от 161 до 169 депутатов всех уровней и глав муниципальных образований, из которых от 45 до 47 — депутатов райсоветов и советов городских округов и глав районов и городских округов. При этом нужно собрать подписи не менее чем в 14 районах либо не менее чем в 13 районах и единственном городском округе.

### Кандидаты в Совет Федерации
С декабря 2012 года действует новый порядок формирования Совета Федерации. Так каждый кандидат на должность губернатора при регистрации должен представить список из трёх человек, первый из которых, в случае избрания кандидата, станет сенатором в Совете Федерации от правительства региона.

## Кандидаты
| Кандидат            | Должность (на момент выдвижения)                                                                           | Партия                | Статус                                         | Кандидаты в Совет Федерации                       |
| ------------------- | --- | --------------------- | ---------------------------------------------- | ------------------------------------------------- |
| Александр Габитов   | генеральный директор исполнительной дирекции Союза промышленников и предпринимателей Ленинградской области | Гражданская платформа | зарегистрирован                                | Елена Шкода Александр Курбанов Александр Свердлин |
| Сергей Гуляев       | главный редактор газеты «Час пик.spb»                                                                      | ПАРНАС                | отказано в регистрации не представил документы | —                                                 |
| Александр Дрозденко | врио губернатора Ленинградской области                                                                     | Единая Россия         | зарегистрирован                                | Татьяна Тюрина Алексей Белоусов Игорь Фомин       |
| Николай Кузьмин     | депутат Госдумы, член комитета по природным ресурсам, природопользованию и экологии                        | КПРФ                  | зарегистрирован                                |                                                   |
| Андрей Лебедев      | депутат заксобрания Ленинградской области, и. о. руководителя фракции                                      | ЛДПР                  | зарегистрирован                                |                                                   |
| Михаил Пантюхов     | пенсионер                                                                                                  | Родина                | отказано в регистрации не представил документы | —                                                 |
| Александр Перминов  | депутат заксобрания Ленинградской области, и. о. руководителя фракции                                      | Справедливая Россия   | зарегистрирован                                | Дмитрий Фадеев Андрей Туманов Галина Шибайло      |
| Виктор Перов        | первый секретарь комитета Ленинградского областного отделения партии                                       | Коммунисты России     | отказано в регистрации не представил документы | —                                                 |
| Владимир Топорков   | пенсионер                                                                                                  | Патриоты России       | отказано в регистрации не представил документы | —                                                 |

## Итоги выборов
| Место                       | Место                       | Кандидат                    | Партия                      | Голосов   | %       |
| --------------------------- | --------------------------- | --------------------------- | --------------------------- | --------- | ------- |
|                             | 1.                          | Александр Дрозденко         | Единая Россия               | 471 145   | 82,10 % |
|                             | 2.                          | Николай Кузьмин             | КПРФ                        | 40 068    | 6,98 %  |
|                             | 3.                          | Андрей Лебедев              | ЛДПР                        | 23 937    | 4,17 %  |
|                             | 4.                          | Александр Перминов          | Справедливая Россия         | 17 302    | 3,02 %  |
|                             | 5.                          | Александр Габитов           | Гражданская платформа       | 11 298    | 1,97 %  |
| Недействительных бюллетеней | Недействительных бюллетеней | Недействительных бюллетеней | Недействительных бюллетеней | 10 103    | 1,76 %  |
| Всего                       | Всего                       | Всего                       | Всего                       | 573 853   | 100 %   |
|                             |                             |                             |                             |           |         |
| Действительных бюллетеней   | Действительных бюллетеней   | Действительных бюллетеней   | Действительных бюллетеней   | 563 750   | 98,24 % |
| Явка                        | Явка                        | Явка                        | Явка                        | 573 853   | 44,26 % |
| Общее число избирателей     | Общее число избирателей     | Общее число избирателей     | Общее число избирателей     | 1 296 518 |         |